# Pamela Brown
Pamela Brown (Hampstead, 8 de julio de 1917 – 19 de septiembre de 1975) fue una actriz inglesa de cine y teatro.

## Filmografía
| - One of Our Aircraft Is Missing (1942) - Els Meertens - I Know Where I'm Going! (1945) - Catriona - Death of a Rat (1946 TV movie) - Yolan - Alice in Wonderland (1949) - Reina de Corazones (voz) - The Tales of Hoffmann (1951) - Nicklaus - The Second Mrs Tanqueray (1952) - Paula Tanqueray - Personal Affair (1953) - Evelyn - Baker's Dozen (1955) - Mrs. Carewe - Richard III (1955) - Jane Shore - Now and Forever (1956) - Mrs. Grant - Lust for Life (1956) - Christine - Dark Possession (1959) - Charlotte Bell Wheeler - The Scapegoat (1959) - Blanche - The House in Paris (1959) - Naomi - Victoria Regina (1961) - Duquesa de Kent | - Cleopatra (1963) - Sacerdotisa - Becket (1964) - reina Leonor de Aquitania - The Witness (1966 TV movie) - Madame Pontreau - A Funny Thing Happened on the Way to the Forum (1966) - Sacerdotisa - Half a Sixpence (1967) - Mrs. Washington - The Admirable Crichton (1968) - Lady Brocklehurst - Secret Ceremony (1968) - Hilda - On a Clear Day You Can See Forever (1970) - Mrs. Fitzherbert - Figures in a Landscape (1970) - Viuda - Wuthering Heights (1970) - Mrs. Linton - The Night Digger (1971) - Mrs. Edith Prince - Lady Caroline Lamb o Peccato d'amore (1972) - Lady Bessborough - Bram Stoker's Dracula (1973) - Mrs. Westenra - In This House of Brede (1975) - Dame Agnes |